# Alwin Boerst
Alwin Boerst (* 20. Oktober 1910 in Osterode am Harz; † 30. März 1944 bei Iași, Rumänien) war ein „Stuka“-Pilot der deutschen Luftwaffe im Zweiten Weltkrieg und Träger des Ritterkreuz des Eisernen Kreuzes.

## Frühe Karriere
Alwin Boerst begann schon während seiner Schulzeit Segelflugzeuge zu fliegen und studierte nach seinem Abitur Physik, Mathematik und Flugwissenschaften in Göttingen. Am 4. April 1934 trat er ins Heer ein und diente bei den Kraftfahrern und später bei den Panzerjägern. 1937 schloss er sich als Unteroffizier der Luftwaffe an und diente hier zunächst in der 7. Staffel des Kampfgeschwaders 157 „Boelcke“, ehe er 1937 zum Leutnant befördert und zur I. Gruppe im Stuka-Geschwader 2 „Immelmann“ versetzt wurde.

## Zweiter Weltkrieg
Mit dem Stuka-Geschwader 2 nahm Boerst am Überfall auf Polen teil und ihm wurde hier nach 39 Frontflügen das Eiserne Kreuz II. Klasse verliehen. Anschließend war das Geschwader am Westfeldzug beteiligt und Boerst flog hier Einsätze gegen das Fort Eben-Emael sowie gegen Lüttich, Namur, Calais und Amiens. Am Ende des Feldzugs hatte Boerst 113 Frontflüge geflogen und wurde deshalb am 9. Juni 1940 mit dem Eisernen Kreuz I. Klasse ausgezeichnet.
Nach Einsätzen während der Luftschlacht um England wurde seine Staffel in den Mittelmeerraum verlegt und Boerst wurde Staffelkapitän der 3. Staffel des Stuka-Geschwader 2. Während des Balkanfeldzugs griff seine Staffel Ziele der Metaxas-Linie und Ziele im südlichen Griechenland an, ehe er 22 Einsätze im Rahmen der Luftlandeschlacht um Kreta flog. Hier versenkte Boerst am 23. Mai 1941 die Zerstörer Kelly und Kashmir der Royal Navy.
Im Juni 1941 wurde das Geschwader an die Ostfront verlegt. Hier wurde man zunächst der Heeresgruppe Mitte, wenig später dann der Heeresgruppe Nord zugeteilt. Am 23. September 1941 startete das Geschwader einen Angriff auf die Baltische Flotte im Hafen von Kronstadt. Im gleichen Monat wurde Boerst mit dem Ehrenpokal für besondere Leistung im Luftkrieg ausgezeichnet, kurz darauf erhielt er am 5. Oktober 1941 nach 330 Einsätzen das Ritterkreuz des Eisernen Kreuzes.
Nach Einsätzen unter anderem während der Schlacht von Stalingrad und nach 624 Feindflügen wurde Boerst im September 1942 von der Front abgezogen und ihm wurde am 28. November das Eichenlaub zum Ritterkreuz des Eisernen Kreuzes verliehen. Im März 1943 übernahm er aber wieder das Kommando über die 3. Staffel und im August 1943 dann über die gesamte I. Gruppe. Als einer von 25 Schlachtfliegern gelang ihm am 29. Januar 1944 der 1.000. Feindflug.

## Abschuss und Tod
Am 30. März 1944 wurde Boersts Maschine während seines 1.061. Feindflugs in der Nähe von Iași in Rumänien von sowjetischem Flakfeuer erfasst und abgeschossen. Boerst und sein Bordfunker Oberfeldwebel Ernst Filius kamen dabei ums Leben. Filius wurde am 4. Mai 1944 postum mit dem Ritterkreuz, Alwin Boerst bereits am 6. April mit den Schwertern zum Ritterkreuz ausgezeichnet und zum Major befördert.

## Auszeichnungen
- Eisernes Kreuz (1939) II. und I. Klasse
- Ehrenpokal für besondere Leistung im Luftkrieg am 9. September 1941
- Verwundetenabzeichen (1939) in Schwarz
- Ritterkreuz des Eisernen Kreuzes mit Eichenlaub und Schwertern[1]
  - Ritterkreuz am 5. Oktober 1941
  - Eichenlaub am 28. November 1942 (149. Verleihung)
  - Schwerter am 6. April 1944 (61. Verleihung) (posthum)
- Deutsches Kreuz in Gold am 5. Juni 1942[1]
- Frontflugspange für Kampf- und Sturzkampfflieger in Gold mit Anhänger „Einsatzzahl 1000“ am 29. Januar 1944
- Ärmelband Kreta